# 칼스타드시

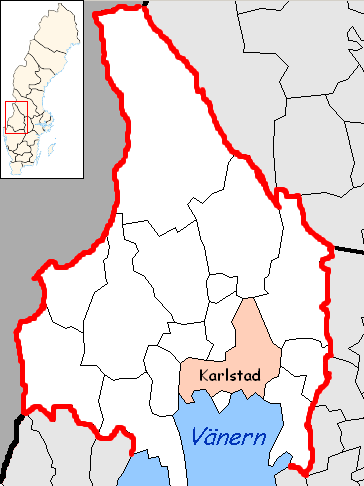
칼스타드 시의 위치

칼스타드시(스웨덴어: Karlstads kommun)는 스웨덴 베름란드주에 위치한 지방 자치체로 행정 중심지는 칼스타드(베름란드 주의 주도)이며 면적은 1,517.74km2, 인구는 90,198명(2016년 12월 31일 기준), 인구 밀도는 59명/km2이다.

시 문장